# Jarmila Lisková
Jarmila Lisková Dr. Tech. (9. listopad 1902 Praha – ?) byla česká architektka a urbanistka.

## Život
V letech 1921-–1926 studovala architekturu na Vysokou školu architektury a pozemního stavitelství na ČVUT v ateliéru profesora Antonína Engela. Vdala se za architekta Ivana Šulu.
Ve třicátých letech se věnovala problematice sociálního bydlení. Z této doby jsou dva obytné bloky domů s malými byty v Praze – Krči, které projektovala spolu se svým manželem.
V padesátých letech (do roku 1964) vyučovala na Průmyslové škole stavební.

## Dílo

### Realizace
- 1937 Domy s malými byty, Praha 4-Krč, Bystřická 2-4, Humpolecká 6-16, Krchlebská 2-12, U Nových domů III 13-15, spolu s Ivanem Šulou
- 1947 Státní obytné domy, Praha 5–Košíře, U Šalamounky, spolu s Ivanem Šulou

### Nerealizované návrhy
- 1935 urbanistická studie Starého Města, Praha
- 1937 návrh objektu justiční a finanční správy, Praha-Žižkov, spolu s Ivanem Šulou
- 1937 studie komunikačních spojů západní části Velké Prahy, spolu s Ivanem Šulou a M. Reimannem
- 1939 studie komunikace malostranského nábřeží
- 1939 návrh gymnázia v Klatovech v soutěži ministerstva veřejných prací
- 1939 soutěžní návrh na nájemné domy penzijního ústavu ČKD na Karlově náměstí, Praha, spolu s Ivanem Šulou
- 1940 klubovna I. Českého lawn-tennis klubu Praha, spolu s Ivanem Šulou
- 1941 soutěžní projekt pro dům s malými byty, 1. cena, nerealizováno

### Fotogalerie

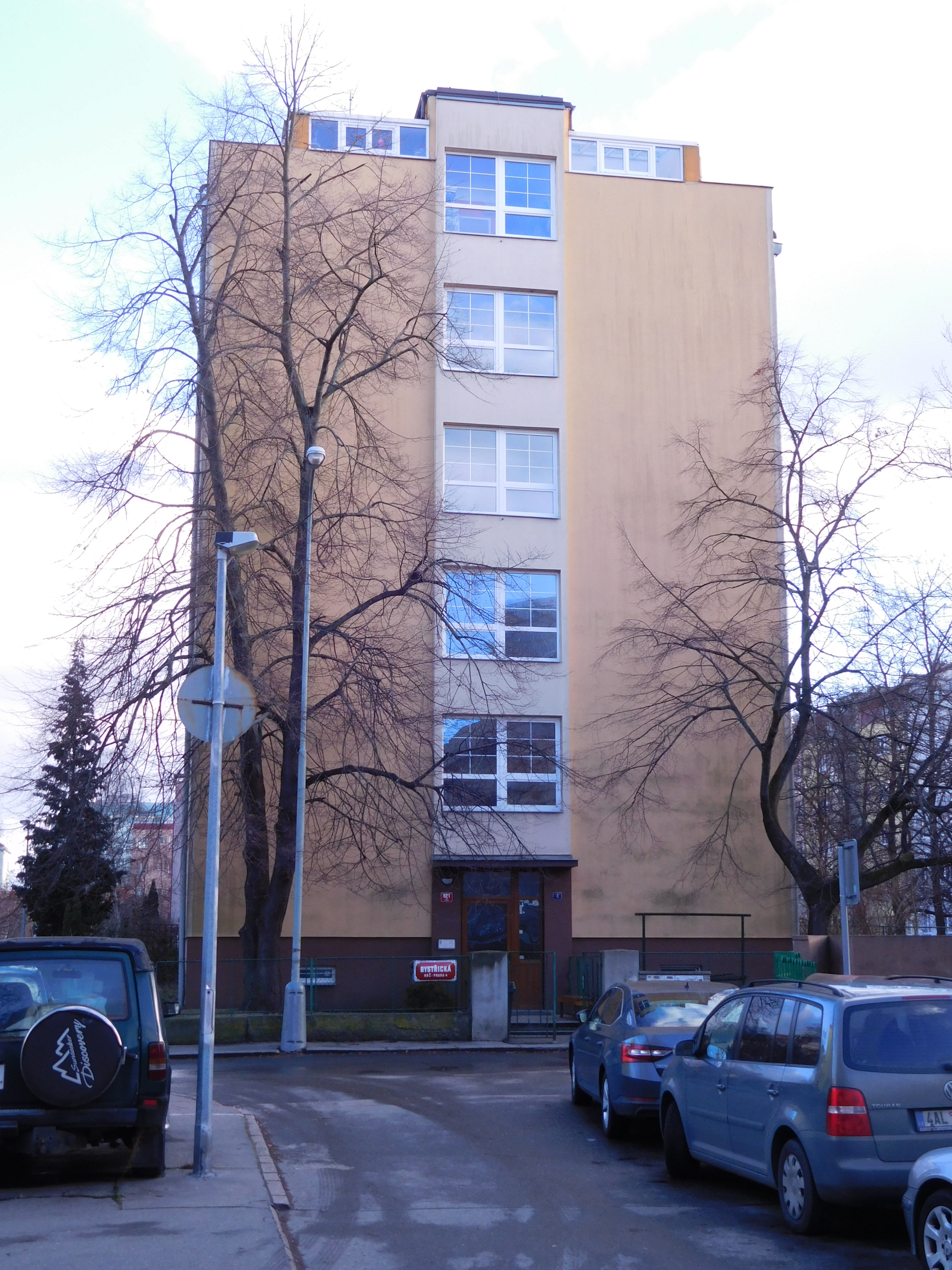
Praha - Krč, Bystřická 4
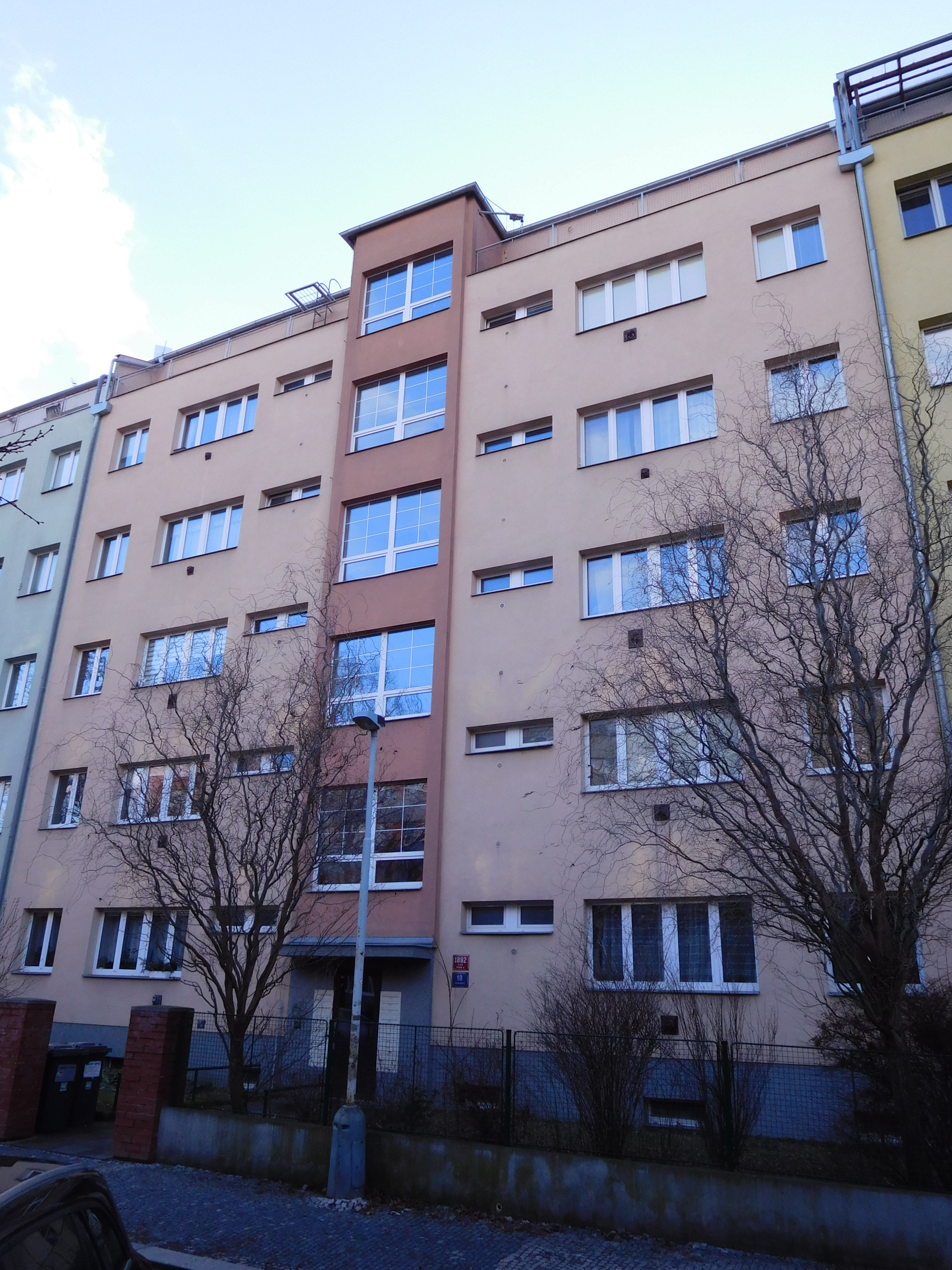
Praha - Krč, Krchlebská 10
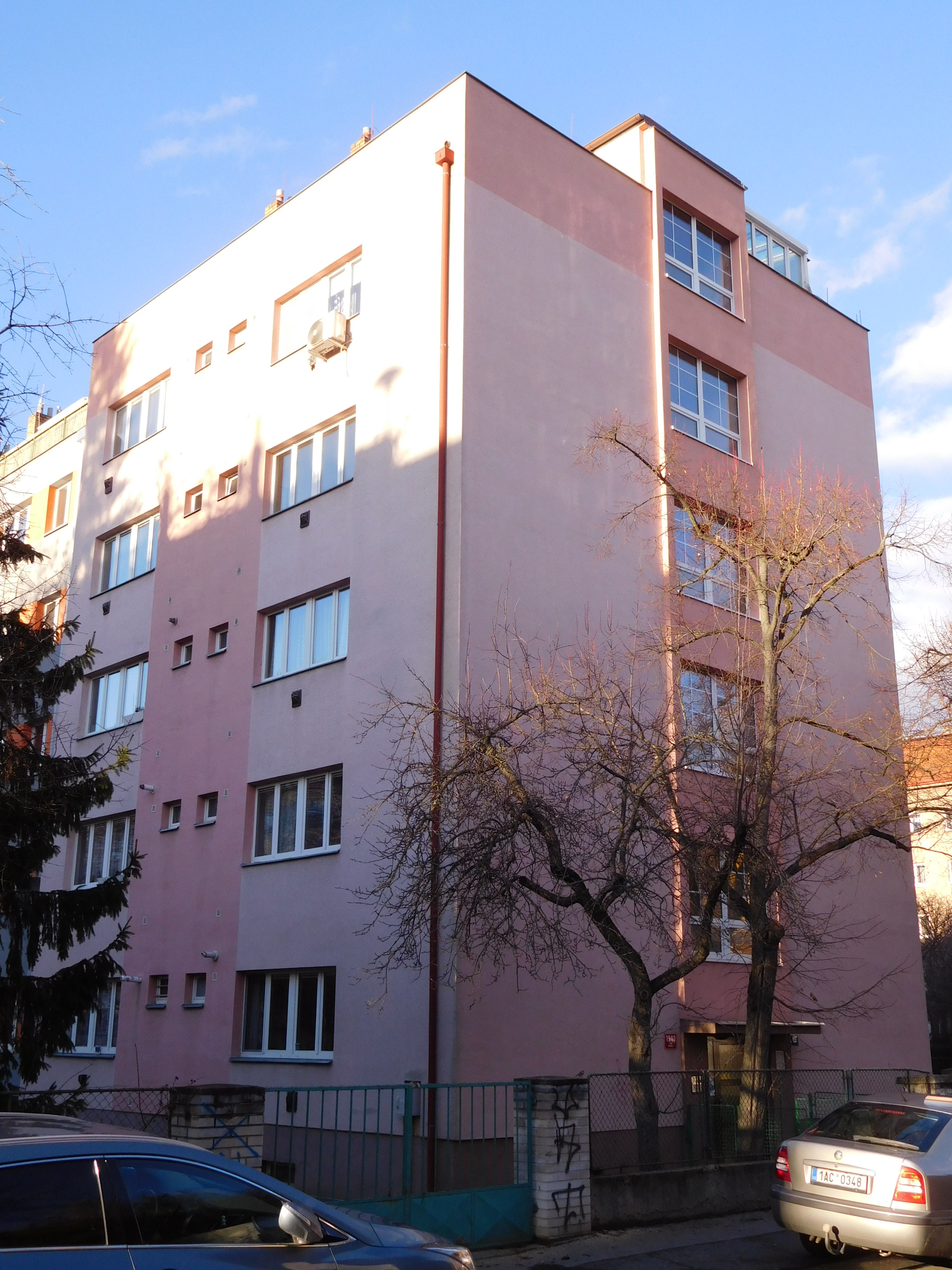
Praha - Krč, U nových domů III 15

## Spisy
- Stavitelství : Učební text pro průmyslové školy stavební 2. díl (Autoři: Jiří Krofta, Ivan Šula, Jarmila Lisková, Jaroslav Řapek, Arnošt Přikryl a Bohumil Švarc), Praha : SNTL, 1954
- LISKOVÁ, Jarmila. Nájemný dům v současné výstavbě Velké Prahy. Architekt SIA. 1935, roč. XXXIV, s. 55–61, 88–96, 98–101.
- LISKOVÁ, Jarmila. Stavebnictví a hospodárnost vytápění. Architekt SIA. 1938, s. 149–150.
- LISKOVÁ, Jarmila; ŠULA, Ivan. Soutěž nájemných domů penzijního ústavu ČKD na Karlově náměstí. Architekt SIA. 1939, s. 188–189.